# تشارلز آدامز (رجل أعمال)
تشارلز آدامز (بالإنجليزية: Charles Adams)‏ هو شخصية أعمال أمريكي، ولد في 18 أكتوبر 1876 في بلدة نيوبورت في الولايات المتحدة، وتوفي في 2 أكتوبر 1947 في بوسطن في الولايات المتحدة.